# Saint-Joseph (Martynika)
Saint-Joseph – miasto na Martynice (departamencie zamorskim Francji); 17 tys. mieszkańców (2006). Przemysł spożywczy, włókienniczy.